# معركة مليلية (1860)
معركة مليلية هي معركة وقعت في فبراير 1860، خلال الحرب الإسبانية المغربية ، عندما هزمت القوات المغربية الحامية الإسبانية في مليلية التي خرجت خارج المدينة.

## خلفية تاريخية
في 6 فبراير، تعرضت حامية مليلية الإسبانية لغدة هجمات من قبل القبائل الريفية. قرر حاكم مليلية مانويل بوسيتا ديل فيلار مواجهتها. حذر الجنرال الإسباني ليوبولدو أودونيل مانويل من أي هجوم متهور، لكن مانويل اعترض وعصا الأوامر. وقاد قوة قوامها 1200 رجل لملاحقة القوات المغربية بعد هزيمتهم في تطوان .  

## المعركة
اعتقد مانويل أن معنويات القوات المغربية منخفضة وأن القادة المغاربة لن يجرؤوا على مواجهته. ثبت خطأه. ففي ليلة 8-9 فبراير، أقام معسكرًا خارج محيط مليلية. وركز المغاربة، بجيش كبير قوامه 15 ألف رجل، جهودهم لمهاجمة المعسكر الإسباني. لقد أُخذ الأسبان على حين غرة وتعرضوا للهزيمة. وطاردوا الإسبان حتى أسوار مليلية.   

## تداعيات المعركة
تكبد الأسبان خيائر قدرت بثلاثمئة وسبعين جندي في هذا الفشل الذريع، في حين كانت المغاربة ضعيفة. كان أودونيل غاضبًا عندما علم بالحملة الكارثية وأمر البحرية الإسبانية بقصف عدة مدن ساحلية لإنقاذ ماء وجهه لكن ذلك لم يأت بأي نتائج.   وفي هذه الأثناء، انتشر خبر هذا النصر في جميع أنحاء المغرب، وجعلت السلطان مولاي محمد يماطل في طلب السلام.